# Кумановски революционен район
Кумановският революционен район от Скопския революционен окръг на Вътрешната македоно-одринска революционна организация обхваща териториите на Кумановска каза в Османската империя с главен град Куманово.

## История
Началото на революционното организиране в Кумановско е положено от единични дейци като Ангел Малински и хаджи Михаил от Струмица. Винишката афера от 1897 година засяга и Кумановско и много от революционните дейца са или арестувани, или принудени да бягат в Свободна България, като Малински и хаджи Михаил. Непосредствено след Винишката афера в Кумановско войвода е Душко Малешевски с Васил Георгиев и Димче Попарсов и тримата бивши учители. Малински се връща в Македония и става войвода на първата организационна чета в Кумановско. Загива в 1902 година в сражение с турците край село Петралица.
В 1902 година Гоце Делчев изпраща Никола Пушкаров да укрепи Скопския революционен окръг и той е избран за председател на Скопския революционен комитет. Преди началото на Илинденско-Преображенското въстание, като началник на въстаническите сили в Скопския революционен окръг, довежда от България чета, която пренася 100 kg динамит и 200 бомби. Четата му се състои от 18 души, между които трима дезертирали от Ломския полк войници – подофицер Димитър Боянов, Тодор Паница и Димитър Баев, и тримата от Търново, учителите Милан Ангелов и Александър Антонов, студентът от Петербург Христо Шалдев, руснакът гимназист от Тифлис, Роман Стефанович, а останалите са от Щипско, Кумановско и Велешко. В четата влиза и бъдещият кумановски войвода Кръсто Лазаров. По време на въстанието обаче четата действа в Скопско и Велешко.
През пролетта на 1904 година кумановско-скопският войвода Пушкаров праща за войвода в Кумановско Тодор Паница с чета от 7 – 8 души, с която е и Кръсто Лазаров. Четата е добре приета и за пръв път обикаля селата покрай сръбската граница към Байловци и манастира „Свети Прохор Пчински“ по планината Козяк. В село Пчиня са открити случайно от турчин и Лазаров води самостоятелно сражение. Турците подпалват една от махалите на селото и убиват двама души селяни. След това четата обикаля някои от селата от околията, включително тези откъм Козячката страна с център Байловци. Обикалят подкозячките села откъм сръбската граница Байловци, Рамно, Дълбочица, Малотино, Степанци, Жегняни, Арбанашко, Цвиланци, Алинци, Осиче, Дренък, Кокино, Цветишинци, Канарево, Ора, Облавци, Ругинци и Брешко. После обикалят селата Пелинци, Карловци и Враготурци. Към Великден четата се прибира в България.
През юли 1904 година за Кумановско заминава Константин Нунков, който замества Санде Чолака като околийски войвода. С Нунков остава и Кръсто Лазаров, тъй като познава района добре. Четата започва да обикаля Кумановско, тъй като вече започват се появяват сръбски чети откъм манастира „Свети Прохор Пчински“. Нунков и Лазаров участват в Живинското съвещание на Скопски революционен окръг през есента на 1904 година. Наскоро след сбирката към края на 1904 година Нунков заминава на почивка в България и за свой заместник оставя Гроздан Башчауша.
В началото на 1905 година Лазаров заедно с Димитър Бачев от Велес изпълнява смъртната присъда над сърбоманския поп Атанас Петров и след завръщането на Нунков заедно с Башчауша се оттегля в България. В това време в Кумановско сръбската пропаганда настъпва от север, като овладява селата Байловци, Арбанашко, Цветишница, Дълбочица и Малотино, докато в района се преследват районната чета на Нунков и сарафистката чета на Панайот Байчев и Михаил Шуманов.
През февруари 1905 година Нунков загива с цялата си чета, като Бачев не му се притича на помощ и впоследствие е принуден от селяните да се оттегли в България. Сърбите започват да отвличат изявени българи - в село Арбанашко е отвлечен учителят Петър Караманов, отвлечени са учителят в Кокино – Цветко Зайков и учителят в Рамно. Убити са в село Беляковци – Теодоси Шоляков, в Младо Нагоричане – Славейко Граматиков, в Челопек – учителят Величко и няколко селяни. Сърбите в двата месеца, в които околиято сатава без чета, се спускат и към полските села Канарево, Цвиланци, Облавци, Младо и Старо Нагоричене, които оказват съпротива, но успяват да овладеят Козяк и така прекъсват пътя Крива паланка - Скопие.
През пролетта на 1905 година като кратовски войвода заминава Михаил Чаков и Лазаров тръгва с него като четник. Четата освобождава пътя Куманово - Паланка и част от селата се завръщат към българщината - Орах, Канарево, Цвиланци, Степанци, Жегняни, Койнци, Челопек, част от Старо Нагоричани, част Четирци.